# Аллен, Фред
Фредерик Гарольд (Фред) Аллен (англ. Frederick Harold (Fred) Allen; 6 декабря 1890, Сан-Хосе, Калифорния — 15 января 1964, Филадельфия, Пенсильвания) — американский легкоатлет, выступавший в прыжках в длину. Участник летних Олимпийских игр 1912 года.

## Биография
Фред Аллен родился 22 декабря 1890 года в американском городе Сан-Хосе.
Выступал в легкоатлетических соревнованиях за команду Калифорнийского университета в Беркли «Калифорния Голден Биарз».
В 1912 году вошёл в состав сборной США на летних Олимпийских играх в Стокгольме. В прыжках в длину занял в квалификации 6-е место, показав результат 6,94 метра и уступив 10 сантиметров попавшему в финал с 3-го места Георгу Обергу из Швеции.
В дальнейшим работал психиатром, был одним из пионеров детской психиатрии. Учился в Университете Джонса Хопкинса под руководством Адольфа Мейера.
Работал в Филадельфийской детской консультационной клинике и написал один из первых учебников в этом направлении «Психотерапия детей» (Psychotherapy in Children).
Умер 15 января 1964 года в Филадельфии.

## Личный рекорд
- Прыжки в длину — 7,15 (1912)[2]